# لويس أميكا
لويس أميكا (مواليد 3 أكتوبر 1996) هو لاعب كرة قدم غابوني يلعب في مركز الوسط المهاجم في نادي نيور.

## روابط خارجية
- لويس أميكا على موقع ناشيونال فوتبول تيمز (الإنجليزية)
- لويس أميكا على موقع Soccerway.com (الإنجليزية)